# Dilip Lamteungoh
Dilip Lamteungoh is een bestuurslaag in het regentschap Aceh Besar van de provincie Atjeh, Indonesië. Dilip Lamteungoh telt 234 inwoners (volkstelling 2010).